# Штейн, Евгений Фёдорович
Евгений Фёдорович Штейн (англ. Eugene Stein; 25 апреля 1869, Ревель — 18 сентября 1961, Хартфорд, США) — российский дипломат.

## Биография
Родился в Ревеле в дворянской семье 25 апреля 1869 года.
По окончании Первой Санкт-Петербургской гимназии поступил в Петербургский университет на факультет восточных языков, который закончил по китайско-маньчжурско-монгольскому отделению.
В 1892 году принят на службу в МИД Российской империи. Через год, в качестве студента Российской дипломатической миссии, был командирован в Пекин для усовершенствования в восточных языках и знакомства с особенностями консульской службы.
С 1895 года Штейн — секретарь и драгоман дипломатической миссии в Сеуле.
С марта по август 1896 года работал сопровождающим лицом корейской делегации в поездке в Россию для участия в Коронационных торжествах государя императора Николая Александровича и государыни императрицы Александры Фёдоровны. В память священного коронования был отмечен медалью в числе наиболее видных российских дипломатов.
В 1897–1904 годах он состоял в должности Поверенного в делах и временно управляющего российской дипломатической миссией в Корее.
В период русско-японской войны 1904–1905 годов, будучи назначен решением МИД членом Призового суда во Владивостоке, занимался делами задержанных или захваченных в российских водах японских судов. Неоднократно бывал в охваченной боевыми действиями Маньчжурии.
В 1905–1907 годах продолжил дипломатическую службу на Балканах в качестве секретаря и управляющего Российской миссией в Цетине (Черногория).
В августе 1908 года был командирован в Латинскую Америку. С 1910 года одновременно управлял делами российских дипломатических представительств в Бразилии и Аргентине.
В 1916 году был назначен главой Российской миссии в Буэнос-Айресе и исполнял обязанности Чрезвычайного посланника и полномочного министра России в Аргентинской республике до начала 1930–х годов, вплоть до своего отъезда из Аргентины в США.
К 1931 году Е.Ф. Штейн породнился с семьей Министра иностранных дел Аргентины, профессора Angel Juan Pedro Gallardo Lebrero.
Умер 18 сентября 1961 года в Хартфорде, штат Коннектикут.
Ныне прямые потомки Евгения Фёдоровича Штейна проживают во Франции и США.

## Семья

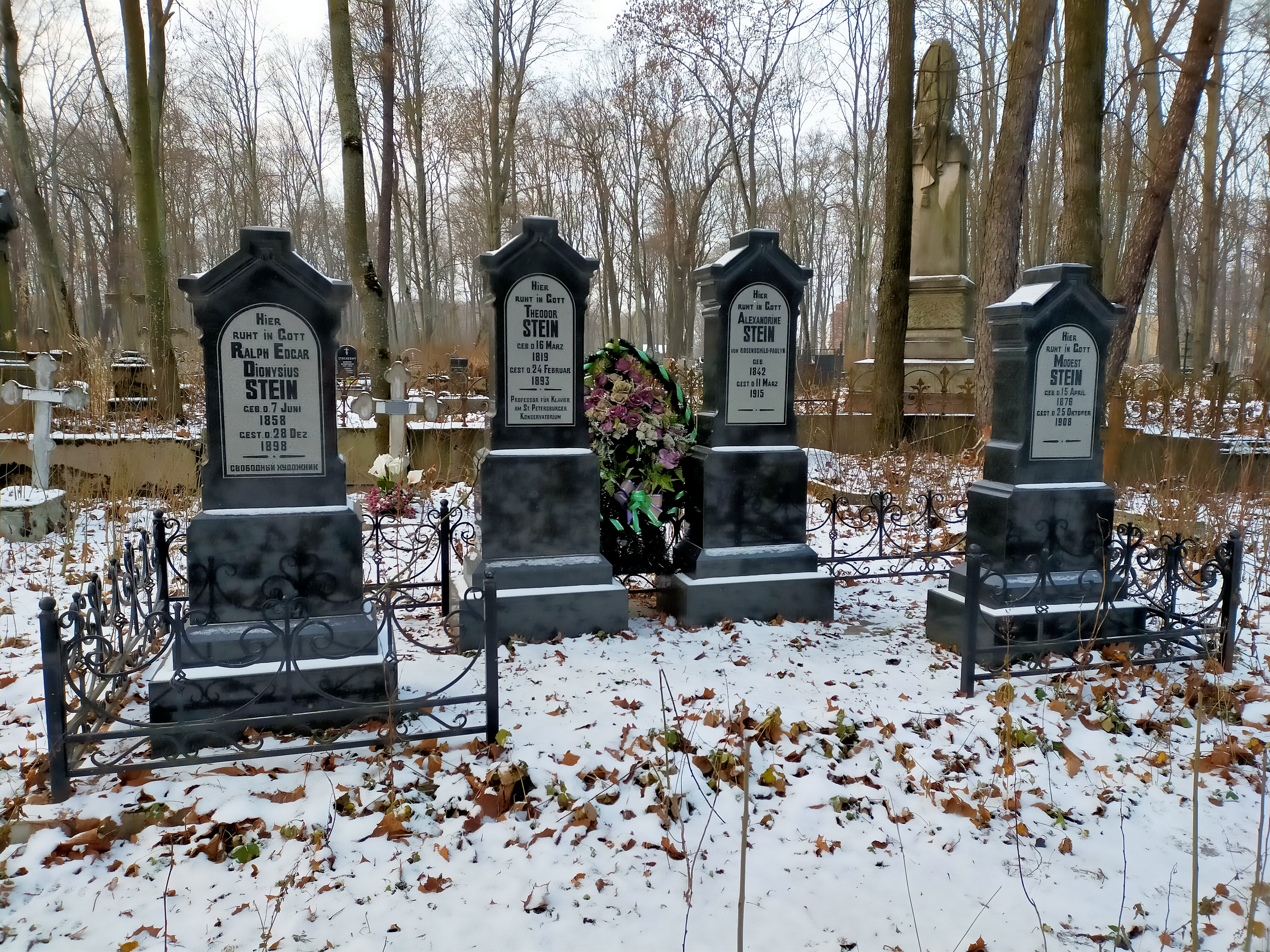
Семейное захоронение Штейнов на Волковском лютеранском кладбище в Санкт-Петербурге

- Отец — Фёдор Фёдорович (Теодор) Штейн (1819—1893) — знаменитый немецкий пианист и импровизатор; с большим успехом давал концерты в Лейпциге, Дрездене, Берлине, Гамбурге, Санкт-Петербурге, Ревеле, Париже, Гельсингфорсе и др. городах. Был дружен с Р. Шуманом, Ф. Шопеном, Ф. Листом. В 1872 году приглашён А. Г. Рубинштейном в Санкт-Петербургскую консерваторию на должность сверхштатного профессора. За 20 лет своей педагогической деятельности воспитал многих известных пианистов, в т.ч.: Н. Дубасова, Ф. Блуменфельда, А. Штейна, А. Миклашевского, Н. Фомина, Э. Шютта и др. Преподавал также в Смольном институте и в Ивановской девичьей школе (училище), где он был инспектором музыкальных классов. Был учредителем (в 1887 году) Санкт-Петербургской музыкальной школы[10].
- Мать — Александра Николаевна (Александрина), урождённая фон Розеншильд-Паулин (1842—1915) — из рода Кульневых и выходцев из Дании фон Розеншильд-Паулин[11][12].
- Родной брат — Алексей Фёдорович Штейн (1870—1959) — пианист и педагог. Преподавал в Смольном и Елизаветинском институтах благородных девиц, Петербургской (Петроградской) консерватории.
- Родной брат — Модест Фёдорович Штейн (1876—1908); сведений о жизни нет.
- Родная сестра — Вера (Любовь) Фёдоровна Штейн (1881—1971) — скульптор и художник. Училась в Петербургской Академии Художеств.
- Сводный брат — Ральф Фёдорович Штейн (1858—1898) — художник и иллюстратор. Сотрудничал с журналами «Нива», «Север», «Родина»[13][14].
- Двоюродный брат — граф Фёдор Артурович Келлер (1857—1918) — генерал от кавалерии, «первая шашка России»[15].

- Первым браком был женат на Ольге Николаевне Качаловой (1879—1940) — внучке Н. А. Качалова, директора  Департамента таможенных сборов Министерства финансов Российской империи, дочери Н. Н. Качалова, Архангельского губернатора, родной сестре Н. Н. Качалова (младшего), члена-корреспондента АН СССР, лауреата Государственной премии, одного из создателей отечественного оптического стекла, и двоюродной сестре поэта А. А. Блока[16].
  - Сын от первого брака — Николай Евгеньевич Штейн[17] (1902—1982) — художник, пианист, композитор, педагог. Выступал с сольными концертами, сотрудничал в качестве аккомпаниатора с танцовщиком и хореографом С. Лифарём, с певицей А. Кернер, с известными балетными труппами Б. Князева и И. Гржебиной [18].

## Отзывы
«Предыдущая служебная деятельность Е. Ф. Штейна на разнородных постах, которые ему пришлось занимать, и приобретённые им опыт и знания дают Министерству полное основание предполагать, что и на новом посту его деятельность [как и раньше] окажется столь же полезной и плодотворной».
(Из письма Министра иностранных дел России А. П. Извольского посланнику в Бразилии М. Э. Прозору от 16 августа 1908 год.) 

«Первый секретарь Миссии, статский советник Штейн, более года состоит поверенным в делах в Буэнос-Айресе, где Императорское Правительство имеет весьма многочисленные и сложные интересы и где почти два года не было нашего дипломатического представительства. Г. Штейну удалось установить, при весьма нелёгких условиях, наилучшие отношения с аргентинскими властями и ликвидировать немало дел, потребовавших много хлопот и настойчивости, причём все поручения, которые мною давались этому способному и усердному чиновнику, исполнялись самым тщательным и успешным образом».
(Из ходатайства Посланника в Рио-де-Жанейро П.В. Максимова о награждении Е.Ф. Штейна за его «отлично усердную» службу.)

«Ввиду неполучения ответа на посланные телеграммы и радиотелеграммы послам, посланникам, членам посольств и пр. Российской Республики с предложением немедленного ответа о согласии работать под руководством Советской власти на основе платформы II Всероссийского Съезда, увольняются со своих постов без права на пенсию и поступления на какие-либо государственные должности, а равным образом лишаются права производить с сегодняшнего дня какие бы то ни было выдачи из государственных средств (…) посланник при Аргентинской республике – Евгений Фёдорович Штейн».
(Из Приказа Народного комиссара по  иностранным делам Л. Троцкого от 26 ноября 1917 года.)

«Русским властям был предъявлен паспорт, выданный российской миссией в Буэнос-Айресе, за подписью: «Посланник Штейн». Советское Правительство, никого не назначавшее своим представителем в Аргентине, заявляет, что оно не несёт никакой ответственности за действия и обязательства чиновников низложенных российских правительств и считает эти действия и обязательства незаконными и недействительными. Советское правительство просит Аргентинское правительство воспрепятствовать названному Штейну в дальнейшем осуществлении им своих функций от имени Российского правительства, а равно опубликовать настоящее заявление, дабы предупредить заинтересованных лиц и реэмигрантов, кои могли бы по недоразумению обращаться к Штейну. Российское правительство просит Вас о принятии названных мер впредь до возобновления между обеими странами дипломатических отношений, на что Российское правительство всегда готово».
(Нота замнаркома М.М. Литвинова министру иностранных дел Аргентины с протестом против того, что в этой стране продолжал действовать дипломатический представитель царского, а затем Временного правительства Е.Ф. Штейн. Датирована апрелем 1923 года.) Однако правительство Аргентины продолжало признавать Штейна. 

«В тот же день я сделал визит Русскому Посланнику Е.Ф. Штейну. Он был назначен сюда ещё при старом правительстве, но всё ещё продолжал признаваться официально. Узнав, что я намерен немедленно заняться серьёзным изучением испанского языка, Е.Ф. Штейн рекомендовал мне сеньориту Карменситу Молтедо, и со следующего дня я стал брать у неё уроки, занимаясь три часа каждый день (…) Я всецело отдался работе по составлению курсов на испанском языке и книг по вопросам фортификации, поддерживая сношения с немногими соотечественниками моего круга. Среди соотечественников было два лица официальных – это посланник Евгений Фёдорович Штейн и настоятель русской церкви в Буэнос-Айресе священник отец Константин Изразцов. Несмотря на то, что старое русское правительство, пославшее Е.Ф. Штейна в Аргентину, уже не существовало, он всё же продолжал признаваться посланником. Я думаю, что этим он обязан не только тому, что аргентинское правительство не признавало большевицкого режима, но и большому такту, которым он обладал. Благодаря его большой обходительности, уму и уменью ладить с людьми, он был очень любим в аргентинском обществе и поддерживал с властями самые дружеские отношения. Для русской колонии он был необходим, т.к. всегда охотно, а подчас и очень терпеливо, шёл на помощь всем, кто искал её у него. Он продолжал исполнять должность посла до 1931 года, когда оставил её и переселился в Соединённые Штаты. С его отъездом русская колония осталась без защитника и без какой-либо поддержки».
(Из воспоминаний генерал-лейтенанта А.В. фон Шварца «Рассказы о жизни за границей».)

«…решался вопрос о беспошлинном пропуске нашего багажа (...) Последнее было решено в благоприятном смысле благодаря участию Е.Ф. Штейна, русского поверенного в делах. Он же устроил нам скидку в 25% стоимости билетов 2 кл. (…) Е.Ф. Штейн переговорил о нашей поездке в Бразилию с Бразильским послом в Аргентине, который немедленно телеграфировал об этом своему правительству. Благодаря этой телеграмме нам не только не осматривали багаж (…), но и предоставили помещение таможни в наше распоряжение (почти на 3 месяца).
(Из «Краткого предварительного сообщения о работах студенческой экспедиции в Южной Америке с 21 апреля 1914 по 1 февраля 1915 г. Сообщение составлено Г. Манизером по предложению П.В. Максимова, русского посла в Рио-де-Жанейро»)

«Следует особо отметить донесения в МИД российского посланника в Буэнос-Айресе статского советника Евгения Фёдоровича Штейна. Известно, что после окончания Санкт-Петербургского университета в 1892 г. Е.Ф. Штейн был причислен к Азиатскому департаменту Министерства иностранных дел и до своего назначения секретарём российской Миссии в Рио-де-Жанейро в 1908 г. проходил дипломатическую службу в Китае, Корее, а также Черногории. Находясь в Цетинье, он имел возможность непосредственно познакомиться с историей, культурой и традициями многих югославянских народов. Поэтому не вызывает сомнения его компетентность в этих вопросах (…) Изученные архивные материалы свидетельствуют, что российский посланник в Буэнос-Айресе Е.Ф. Штейн принимал довольно заметное участие в жизни югославянских эмигрантов во время войны, что благоприятно отразилось и на развитии в столице Аргентины югославянского движения (…) Пристального внимания, без сомнения, заслуживают донесения в МИД российского посланника в Буэнос-Айресе Е.Ф. Штейна. Выявленные автором (в фондах АВПРИ) письма и донесения дипломата позволяют осветить историю югославянской эмиграции довоенного периода и югославянского движения, начиная с 1914 г. В числе крупных тем, находившихся в поле зрения Е.Ф. Штейна – жизнь и деятельность югославянских переселенцев до Первой мировой войны; «фактическая картина распространения всесербского движения в Южной Америке»; противоречия между его участниками; деятельность представителей Югославянского комитета и Югославянской объединённой омладины в Южной Америке; добровольческое движение югославян и миссия С. Познановича».
(Из книги Ю.В. Лобачёвой «Югославянское движение в Америке в годы Первой мировой войны (1914–1918 гг.»)

«С 1909 года посольства России в Аргентине не было, поверенным в делах России в Аргентине и Бразилии был Штейн Евгений Фёдорович; в 1916 году назначен первым чрезвычайным посланником и полномочным министром России в Аргентинской Республике, оставался на этой должности и после Февральской революции. Формально был лишен полномочий от Советской России 26 ноября 1917 года, однако Аргентина продолжала считать его посланником России. Фактически выполнял роль дипломатического представителя СССР до 1930-х годов. Официального представителя СССР в тот период в Аргентину не направлял».
(Из «Списка послов России и СССР в Аргентине».)